# Health Psychology
Health Psychology ist eine monatlich erscheinende, begutachtete wissenschaftliche Fachzeitschrift, die seit 1982 von der American Psychological Association herausgegeben wird. Chefredakteur ist Kenneth E. Friedland. Der Fokus liegt auf der Publikation von originären Forschungsarbeiten, es werden jedoch auch Reviewstudien publiziert, die Forschungsergebnisse systematisch zusammenfassen.
Der Impact Factor lag im Jahr 2016 bei 3,458, der fünfjährige Impact Factor bei 4,352. Damit lag das Journal bei dem Impact Factor auf Rang 15 von insgesamt 77 wissenschaftlichen Zeitschriften in der Kategorie „Psychologie“.